# Oxira centrifasciata
Oxira centrifasciata là một loài bướm đêm trong họ Noctuidae.